# Disclisioprocta fuscovariata
Disclisioprocta fuscovariata är en fjärilsart som beskrevs av Hans Daniel Johan Wallengren 1860. Disclisioprocta fuscovariata ingår i släktet Disclisioprocta och familjen mätare. Inga underarter finns listade i Catalogue of Life.